# Нагеби
Нагеби (груз. ნაგები) — село в Грузии, на территории Гардабанского муниципалитета края (мхаре) Квемо-Картли.

## География
Село находится в юго-восточной части Грузии, к востоку от реки Куры, на расстоянии приблизительно 3 километров (по прямой) к северу от города Гардабани, административного центра муниципалитета. Абсолютная высота — 316 метров над уровнем моря.

## Население
По результатам официальной переписи населения 2014 года в Нагеби проживало 397 человек (192 мужчины и 205 женщин). В национальной структуре населения грузины составляли 85,1 %, азербайджанцы — 14,4 %.
| Год  | Население, человек |
| ---- | ------------------ |
| 2002 | 481                |
| 2014 | ↘ 397              |